# Glaswiesen und Glaswald
Glaswiesen und Glaswald ist ein mit Verordnung des Regierungspräsidiums Karlsruhe vom 24. Mai 1989 ausgewiesenes Naturschutzgebiet mit der Nummer 2.118. 

## Lage
Das Naturschutzgebiet befindet sich im Naturraum Mittlerer Schwarzwald. Es grenzt an den nordwestlichen Stadtrand von Alpirsbach und liegt im Tal und an den Hängen des Alpirsbächles. 2 % seiner Fläche sind Teil des FFH-Gebiets Nr. 7616-341 Kleinkinzig- und Rötenbachtal.

## Schutzzweck
Laut Verordnung ist der wesentliche Schutzzweck die Erhaltung, Entwicklung und Pflege des vielfältig strukturierten Feuchtgebietes mit seinen offenen, unterschiedlich feuchten Wiesen- und Hochstaudenfluren, den zum Wald hin vermittelnden Saumgesellschaften und dem angrenzenden Wald als bedeutendem Lebensraum verschiedener, zum Teil seltener, spezialisierter und gefährdeter Tierarten.

## Flora und Fauna
Im Gebiet bilden die Grau-Segge, die Igel-Segge und die Breitblättrige Stendelwurz bemerkenswerte Bestände. An Brutvögeln sind Schwarzspecht, Feldschwirl, Mönchsgrasmücke und Waldlaubsänger zu nennen. Vogelarten, die im benachbarten Wald brüten und das Gebiet als Nahrungsrevier nutzen, sind Erlenzeisig und Fichtenkreuzschnabel. Bemerkenswert ist das Vorkommen der Libellenart Gestreifte Quelljungfer, die in Mitteleuropa nur inselartig verbreitet ist. 